# Stimpsonia chamaedryoides
Stimpsonia chamaedryoides là một loài thực vật có hoa trong họ Anh thảo. Loài này được C. Wright ex A. Gray miêu tả khoa học đầu tiên năm 1858.